# Wijken en buurten in Gaasterland-Sloten
De voormalige Nederlandse gemeente Gaasterland-Sloten was voor statistische doeleinden onderverdeeld in wijken en buurten. De gemeente was verdeeld in de volgende statistische wijken:
- Wijk 00 Noordoost (CBS-wijkcode:065300)
- Wijk 01 (CBS-wijkcode:065301)
- Wijk 02 Noordwest (CBS-wijkcode:065302)
- Wijk 03 Zuid (CBS-wijkcode:065303)

Een statistische wijk kan bestaan uit meerdere buurten. Onderstaande tabel geeft de buurtindeling met kentallen volgens het Centraal Bureau voor de Statistiek (2008):
| CBS-buurtcode | Buurtnaam                    | Inwonertal | Opp. totaal (ha) | Opp. land (ha) | Ligging                |
| ------------- | ---------------------------- | ---------- | ---------------- | -------------- | ---------------------- |
| BU06530000    | Balk                         | 3720       | 223              | 212            | Locatie in de gemeente |
| BU06530001    | Sloten                       | 710        | 47               | 38             | Locatie in de gemeente |
| BU06530002    | Wijckel                      | 370        | 105              | 105            | Locatie in de gemeente |
| BU06530003    | Ruigahuizen                  | 130        | 483              | 481            | Locatie in de gemeente |
| BU06530004    | Sondel                       | 400        | 324              | 324            | Locatie in de gemeente |
| BU06530007    | Verspreide huizen Sloten     | 20         | 458              | 235            | Locatie in de gemeente |
| BU06530008    | Verspreide huizen Wijckel    | 360        | 1282             | 899            | Locatie in de gemeente |
| BU06530009    | Verspreide huizen Sondel     | 40         | 643              | 613            | Locatie in de gemeente |
| BU06530100    | Harich                       | 220        | 36               | 36             | Locatie in de gemeente |
| BU06530101    | Elahuizen                    | 340        | 231              | 130            | Locatie in de gemeente |
| BU06530102    | Oudega                       | 270        | 102              | 102            | Locatie in de gemeente |
| BU06530103    | Kolderwolde                  | 70         | 480              | 338            | Locatie in de gemeente |
| BU06530107    | Verspreide huizen Harich     | 310        | 1694             | 1676           | Locatie in de gemeente |
| BU06530108    | Verspreide huizen Elahuizen  | 20         | 826              | 580            | Locatie in de gemeente |
| BU06530109    | Verspreide huizen Oudega     | 10         | 532              | 456            | Locatie in de gemeente |
| BU06530200    | Bakhuizen                    | 980        | 95               | 94             | Locatie in de gemeente |
| BU06530201    | Mirns                        | 100        | 329              | 329            | Locatie in de gemeente |
| BU06530202    | Rijs                         | 140        | 118              | 116            | Locatie in de gemeente |
| BU06530208    | Verspreide huizen Bakhuizen  | 30         | 243              | 239            | Locatie in de gemeente |
| BU06530209    | Verspreide huizen Rijs       | 40         | 417              | 414            | Locatie in de gemeente |
| BU06530300    | Oudemirdum                   | 1140       | 247              | 247            | Locatie in de gemeente |
| BU06530301    | Nijemirdum                   | 500        | 179              | 179            | Locatie in de gemeente |
| BU06530308    | Verspreide huizen Oudemirdum | 210        | 1134             | 1125           | Locatie in de gemeente |
| BU06530309    | Verspreide huizen Nijemirdum | 80         | 560              | 559            | Locatie in de gemeente |